# Oude Molen (Hekelgem)
De Oude Molen is een windmolen in Hekelgem, een deelgemeente van de Belgische gemeente Affligem.  Deze molen van het bovenkruiertype onderging een restauratie in 1957-58 en vertoont de jaartallen 1785 en 1788.  Waarschijnlijk is ze gebouwd om een oudere houten standerdmolen te vervangen. De ronde romp met steekboogvensters is uitgevoerd in baksteen.
De windmolen is een beschermd monument sinds 27 september 1943. Het traditioneel uitgevoerde molenaarshuis verdween na de beschermingsmaatregel.